# Pretty Little Liars (serie de televisión de 2022)
Pretty Little Liars, conocida como Pretty Little Liars: Original Sin en su primer temporada y como Pretty Little Liars: Summer School en su segunda temporada, es una serie slasher de drama adolescentes para televisión, creada por Roberto Aguirre-Sacasa y Lindsay Calhoon Bring para HBO Max. Es la cuarta serie de televisión de la franquicia Pretty Little Liars, que se basa en la serie de novelas escrita por Sara Shepard, y dentro de la misma continuidad que la serie anterior. La serie presenta un elenco, encabezado por Bailee Madison, Chandler Kinney, Zaria, Malia Pyles, y Maia Reficco.
Warner Bros. anunció el desarrollo de la serie con Aguirre-Sacasa como showrunner en septiembre de 2020. El rodaje tuvo lugar en Nueva York durante la pandemia de COVID-19. Es la primera serie de la franquicia que no se transmite en ABC Family/Freeform y se transmite en un servicio de streaming.
Pretty Little Liars: Original Sin se estrenó el 28 de julio de 2022. En septiembre de 2022, la serie se renovó para una segunda temporada, rebautizada como Pretty Little Liars: Summer School, que se estrenó el 9 de mayo de 2024. El 20 de septiembre del mismo año, la serie fue cancelada luego de dos temporadas.

## Sinopsis
Un grupo de chicas adolescentes dispares, un nuevo grupo de pequeñas mentirosas que se encuentran atormentadas por un asaltante desconocido, aunque nos encontramos a kilómetros de distancia de Rosewood, pero dentro del universo existente de Pretty Little Liars, en una ciudad completamente nueva, con una nueva generación de Little Liars.

### Original Sin
Hace veinte años, una serie de eventos trágicos casi destrozaron la ciudad obrera de Millwood. Ahora, en la actualidad, un grupo de adolescentes dispares, se encuentran atormentadas por un asaltante desconocido y obligadas a pagar por el pecado secreto que cometieron sus padres hace dos décadas, así como por el suyo propio.

### Summer School
Nuestras Pretty Little Liars se enfrentan a un destino peor que la muerte: la escuela de verano. Sin embargo, Millwood High no es lo único que se interpone en el camino de sus divertidos trabajos de verano y sus nuevos intereses amorosos de ensueño. Un nuevo villano, que puede o no tener una conexión con A, ha llegado a la ciudad y los va a poner a todos a prueba.

## Elenco y personajes

### Principales
- Bailee Madison como Imogen Adams, una ingeniosa adolescente embarazada.[9][10]
- Chandler Kinney como Tabby Haworthe, una aspirante a cineasta y fanática de las películas de terror.[9][10]
- Zaria como Faran Bryant, una bailarina decidida que lidia con el racismo en la industria.[9][10]
- Malia Pyles como Minnie «Mouse» Honrada, una adolescente obsesionada con Internet con un historial de traumas.[9][10]
- Maia Reficco como Noa Olivar, una atleta recién salida de rehabilitación.[9][10]
- Mallory Bechtel como:
  - Karen Beasley (temporada 1), la abeja reina de la secundaria Millwood que recientemente tuvo una pelea con Imogen.[10]
  - Kelly Beasley, la hermana gemela de Karen que a menudo es eclipsada por su hermana.[11]
- Sharon Leal como Sidney Haworthe, una agente de bienes raíces y madre de Tabby. Kristen Maxwell interpreta a Sidney en flashbacks (temporada 1).
- Elena Goode como Marjorie Olivar (temporada 1; recurrente temporada 2), enfermera y madre de Noa. Sarah-Anne Martinez interpreta a Marjorie en flashbacks (temporada 1).
- Eric Johnson como el sheriff Tom Beasley (temporada 1), el sheriff local y el patriarca dominante de la familia Beasley.
- Alex Aiono como Shawn Noble, un deportista y novio solidario de Noa.
- Lea Salonga como Elodie Honrada (temporada 1; recurrente temporada 2), una de las madres de Mouse, que intenta mantener a salvo a su hija. Emily Bautista interpreta a Elodie en flashbacks (temporada 1)
- Jordan Gonzalez como Ash Romero (temporada 2; recurrente temporada 1), interés amoroso de Mouse.[5]
- Elias Kacavas como Greg Mantzoukas (temporada 2; recurrente temporada 1), un deportista y el novio de Karen.[12]

### Recurrentes
- Carly Pope como Davie Adams, la madre de Imogen. Ava DeMary interpreta a Davie en flashbacks (temporada 1).
- Carson Rowland como Chip Langsberry, el compañero de trabajo y mejor amigo de Tabby.
- Ben Cook como Henry Nelson, un bailarín y el interés amoroso de Faran.
- Jennifer Ferrin como Martha Beasley, la madre de Karen y Kelly y la esposa del Sheriff Beasley.
- Derek Klena como Wes, el jefe de Tabby que recientemente se graduó de la escuela de cine en la NYU.
- Zakiya Young como Corey Bryant, la madre de Faran que trabaja en un bufete de abogados en Pittsburgh. Kristian Mosley interpreta a Corey en flashbacks (temporada 1).
- Kate Jennings Grant como Madame Giry (temporada 1; invitada: temporada 2), la instructora en la secundaria Millwood.
- Robert Stanton como Marshall Clanton (temporada 1), el director de la secundaria Millwood.
- Jeffrey Bean como el Sr. Smithee (temporada 1; invitado: temporada 2), el profesor de cine en la secundaria Millwood, y luego director en la segunda temporada.
- Lilla Crawford como Sandy Quinn (temporada 1; invitada: temporada 2), amiga de Karen.
- Gabriella Pizzolo como Angela Waters (temporada 1), una adolescente que era amiga de las madres de las protagonistas, que se suicidó a medianoche durante una rave para celebrar el Y2K.
- Kim Berrios Lin como Shirley Honrada (temporada 1; invitada: temporada 2), una de las madres de Mouse.
- Brian Altemus como Tyler Marchand (temporada 1), un estudiante que grabó un video íntimo de Karen.
- Benton Greene como Zeke Bryant (temporada 1; invitado: temporada 2), el padre de Faran.
- Alexander Chaplin como Steve Bowers (temporada 1; invitado: temporada 2), un padre que busca consuelo en Mouse después de la desaparición de su hija.
- Carey Van Driest como Susan Langsberry (temporada 2, invitada: temporada 1), la madre de Chip.
- Charlie McElveen como el entrenador Rhodes (temporada 2), el jefe de Faran en la piscina pública del pueblo.
- Charlie Hewson como el pastor Malachi (temporada 2), el pastor de la iglesia a la que Kelly asiste.
- Noah Alexander Gerry como Christian (temporada 2), el nuevo compañero de Tabby e interés amoroso.
- Ava Capri como Jennifer «Jen» Fox (temporada 2), una excompañera de Noa del reformatorio.
- Antonio Cipriano como Johnny (temporada 2), el compañero de trabajo de Imogen en la heladería e interés amoroso.
- Loretta Ables Sayre como Lola Honrada (temporada 2), la abuela de Mouse.

### Personajes introducidos enPretty Little Liars
- Charles Gray como Eddie Lamb (temporada 1: invitado), un ex enfermero en Radley Sanitarium que ahora es gerente de mantenimiento en Radley Hotel. Eddie era un personaje recurrente en la primera serie de la franquicia, donde originalmente fue interpretado por Reggie Austin.
- Annabeth Gish como la doctora Anne Sullivan (temporada 2: recurrente), una terapista que ayudo a las pequeñas mentirosas de Rosewood.

## Episodios
| Temporada | Temporada | Título        | Episodios | Episodios | Lanzamiento original | Lanzamiento original | Lanzamiento original |
| Temporada | Temporada | Título        | Episodios | Episodios | Primera emisión      | Última emisión       | Cadena               |
| --------- | --------- | ------------- | --------- | --------- | -------------------- | -------------------- | -------------------- |
|           | 1         | Original Sin  | 10        | 10        | 28 de julio de 2022  | 18 de agosto de 2022 | HBO Max              |
|           | 2         | Summer School | 8         | 8         | 9 de mayo de 2024    | 20 de junio de 2024  | Max                  |

### Temporada 1:Original Sin(2022)
| N.º en serie | N.º en temp. | Título                                                                                  | Dirigido por          | Escrito por                                                     | Fecha de lanzamiento original |
| ------------ | ------------ | --------------------------------------------------------------------------------------- | --------------------- | --------------------------------------------------------------- | ----------------------------- |
| 1            | 1            | «Chapter One: Spirit Week» «Capítulo uno: La semana del baile»                          | Lisa Soper            | Roberto Aguirre-Sacasa y Lindsay Calhoon Bring                  | 28 de julio de 2022           |
| 2            | 2            | «Chapter Two: The Spirit Queen» «Capítulo dos: La reina del baile»                      | Lisa Soper            | Roberto Aguirre-Sacasa y Lindsay Calhoon Bring                  | 28 de julio de 2022           |
| 3            | 3            | «Chapter Three: Aftermath» «Capítulo tres: Secuelas»                                    | Maggie Kiley          | Michael Grassi y Evelyn Yves                                    | 28 de julio de 2022           |
| 4            | 4            | «Chapter Four: The (Fe)male Gaze» «Capítulo cuatro: La mirada femenina»                 | Lisa Soper            | Eleanor Jean y Jenina Kibuka                                    | 4 de agosto de 2022           |
| 5            | 5            | «Chapter Five: The Night He Came Home» «Capítulo cinco: La noche en que él vino a casa» | Lisa Soper            | Katie Avery y Alexis Scheer                                     | 4 de agosto de 2022           |
| 6            | 6            | «Chapter Six: Scars» «Capítulo seis: Cicatrices»                                        | Cierra Shooter Glaudé | Pamela Garcia Rooney y Danielle Iman                            | 11 de agosto de 2022          |
| 7            | 7            | «Chapter Seven: Carnival of Souls» «Capítulo siete: Carnaval de almas»                  | Alex Sanjiv Pillai    | Daniel G. King y Neil McNeil                                    | 11 de agosto de 2022          |
| 8            | 8            | «Chapter Eight: Bad Blood» «Capítulo ocho: Rencores»                                    | Megan Griffiths       | Michael Grassi y Stasia Demick                                  | 18 de agosto de 2022          |
| 9            | 9            | «Chapter Nine: Dead and Buried» «Capítulo nueve: El despertar de los muertos»           | Roxanne Benjamin      | Roberto Aguirre-Sacasa y Lindsay Calhoon Bring                  | 18 de agosto de 2022          |
| 10           | 10           | «Chapter Ten: Final Girls» «Capítulo diez: Las sobrevivientes»                          | Lisa Soper            | Roberto Aguirre-Sacasa y Lindsay Calhoon Bring y Michael Grassi | 18 de agosto de 2022          |

### Temporada 2:Summer School(2024)
| N.º en serie | N.º en temp. | Título                                         | Dirigido por       | Escrito por                                    | Fecha de lanzamiento original |
| ------------ | ------------ | ---------------------------------------------- | ------------------ | ---------------------------------------------- | ----------------------------- |
| 11           | 1            | «Chapter Eleven: Spookyspaghetti.com»          | Maggie Kiley       | Roberto Aguirre-Sacasa y Lindsay Calhoon Bring | 9 de mayo de 2024             |
| 12           | 2            | «Chapter Twelve: Summer Lovin»                 | Maggie Kiley       | Michael Grassi                                 | 9 de mayo de 2024             |
| 13           | 3            | «Chapter Thirteen: Sweet Sixteen»              | Roxanne Benjamin   | Sara Saedi                                     | 16 de mayo de 2024            |
| 14           | 4            | «Chapter Fourteen: When a Stranger Calls Back» | Roxanne Benjamin   | Danielle Iman                                  | 23 de mayo de 2024            |
| 15           | 5            | «Chapter Fifteen: Friday the 13th»             | Alex Sanjiv Pillai | Katie Avery                                    | 30 de mayo de 2024            |
| 16           | 6            | «Chapter Sixteen: Hell House»                  | Alex Sanjiv Pillai | Delondra Mesa                                  | 6 de junio de 2024            |
| 17           | 7            | «Chapter Seventeen: The Bogeyman»              | Rob Seidenglanz    | Jenina Kibuka                                  | 13 de junio de 2024           |
| 18           | 8            | «Chapter Eighteen: Final Exam»                 | Rob Seidenglanz    | Roberto Aguirre-Sacasa y Lindsay Calhoon Bring | 20 de junio de 2024           |

## Producción

### Desarrollo
El 2 de septiembre de 2020, se anunció que una nueva serie Pretty Little Liars estaba en desarrollo en Warner Bros., con Riverdale, el creador Roberto Aguirre-Sacasa asume el cargo de showrunner de I. Marlene King. Original Sin tiene lugar dentro de la misma continuidad que la serie de televisión anteriormente mencionada, pero sigue nuevos personajes e historias en una nueva trama.
El 24 de septiembre de 2020, HBO Max le dio luz verde a la serie de 10 episodios, con Aguirre-Sacasa haciendo equipo con Lindsay Calhoon Bring para desarrollar la serie. Aguirre-Sacasa también es productor ejecutivo de la serie junto a King, Leslie Morgenstein y Gina Girolamo. Los productores involucrados en la serie son Muckle Man Productions, Alloy Entertainment y Warner Bros. Television.
El 7 de septiembre de 2022, HBO Max renovó la serie para una segunda temporada, rebautizada como Pretty Little Liars: Summer School. El 20 de septiembre la serie fue cancelada.

### Casting
En julio de 2021, Chandler Kinney, Maia Reficco y Bailee Madison fueron elegidas para los papeles protagónicos. En agosto de 2021, Zaria, Malia Pyles, Alex Aiono, Mallory Bechtel y Eric Johnson se unieron al elenco principal. En septiembre de 2021, Carson Rowland, Jordan Gonzalez, Ben Cook, Elias Kacavas, Benton Greene, Lea Salonga, Sharon Leal, Carly Pope, Elena Goode y Zakiya Young fueron elegidos para papeles recurrentes.
En noviembre de 2021, Cristala Carter, Derek Klena, Kate Jennings Grant, Robert Stanton, Jennifer Ferrin, Lilla Crawford, Brian Altemus, Anthony Ordonez y Jeffrey Bean se unieron al elenco en papeles recurrentes. En diciembre de 2021, Ava DeMary, Kristen Maxwell y Gabriella Pizzolo fueron elegidas para papeles recurrentes. En noviembre de 2022, Gonzalez fue promovido al elenco principal para la segunda temporada. En abril de 2023, Kacavas fue promovido al elenco principal para la segunda temporada.

### Filmación
La serie se filmó en Upriver Studios en Saugerties, Nueva York, a mediados o finales de 2021. El rodaje comenzó el 23 de agosto de 2021 en la ciudad de Hudson, Nueva York, durante la pandemia de COVID-19. La filmación de la primera temporada terminó el 2 de mayo de 2022.

## Estreno
La serie se estrenó el 28 de julio de 2022, con los primeros tres episodios disponibles, seguidos de dos episodios más el 4 y el 11 de agosto, y luego los últimos tres episodios el 18 de agosto. La segunda temporada, subtitulada Summer School, está prevista para estrenarse el 9 de mayo de 2024, con dos nuevos episodios, seguidos de un nuevo episodio semanal hasta el final de temporada, el 20 de junio de 2024.

## Recepción
Pretty Little Liars: Original Sin recibió una respuesta muy positiva de la aclamación de la crítica de los críticos del sitio web Rotten Tomatoes reportó un índice de aprobación del 88 % con una calificación promedio de 6.9/10, según 17 reseñas críticas. El consenso de los críticos del sitio web dice: "Con un nuevo y tentador misterio junto con una cosecha refrescante de pequeñas mentirosas, 'Original Sin' es un buen momento para los chismes". Metacritic, que utiliza un promedio ponderado, asignó una puntuación de 82 sobre 100 basada en 5 críticos, lo que indica "aclamación universal".